# Leucippus fallax
Colibri-ocre ou beija-flor-camurça (Leucippus fallax) é uma espécie de ave da família Trochilidae (beija-flores) nativa do norte da América do Sul. Pode ser encontrada na Colômbia, Guiana Francesa e Venezuela. Os seus habitats naturais são: florestas secas tropicais ou subtropicais, florestas de mangal tropicais ou subtropicais, e matagal árido tropical ou subtropical.

## Descrição
Chegam a medir até 11,5 cm, com peso médio de 6,5 g. Sua coloração é, na parte inferior, castanho-canela. A cauda é quadrada, com lemes centrais verde-claros e lemes externos marrom-acinzentados com ápices brancos. Já a parte superior é castanho esverdeado claro.